# Alberto Chaíça
Alberto Chaíça (Monte de Caparica, Almada, 17 de Setembro de 1973) é um maratonista português.
Começou por participar em inúmeras provas de cariz popular o que o referenciou como um atleta de grande potencial em corridas de fundo.
Representou o Sport Almada e Figueirinhas, Grupo Desportivo e Cultural de Almada, Beira-Mar Atlético Clube de Almada, Sport União Caparica, Maratona de Portugal e Conforlimpa.
Em 1997 chegou à selecção nacional e no ano seguinte obteve o estatuto de Atleta de Alta Competição.
Em Março de 2002, regressado de uma lesão, vence categoricamente o 1.º Grande Prémio "O Castro", de Vila Nova de S. Pedro, «pulverizando» a concorrência.
O 4º lugar na Maratona dos Campeonatos Mundiais de 2003, realizados em Paris (melhor atleta português na competição), permitiu a sua participação nos Jogos Olímpicos de Atenas, onde conseguiu o 8º lugar.
Nos Mundiais de Atletismo de Osaka no ano de 2007, apesar de fustigado por várias lesões, alcançou o 22º lugar, porém, não viria a conseguir o apuramento para os Jogos Olímpicos de Pequim em 2008.
Na Maratona do Porto de 2009 classificou-se em segundo lugar a 6 segundos do vencedor, com o tempo de 2h 13min 18s, conseguindo assim os mínimos para o Campeonato da Europa de Atletismo de 2010 em Barcelona.
Na Maratona de Amesterdão de 2011 conseguiu o tempo de 2h 15min 22s, tempo que tudo indica será pronuncio para a obtenção dos mínimos para os Jogos Olímpicos de Londres em 2012.
Em 2000, o atleta recebeu a Medalha de Ouro de Mérito Desportivo da Câmara Municipal de Almada.
Em 2023, Alberto Chaíça dá nome a Pista Municipal de Atletismo da Sobreda.